# Ana María López Colomé
Ana María López Colomé   (Mèxic, 27 de setembre de 1944) és una bioquímica mexicana.
Fou guanyadora el Premi l'Oréal-UNESCO de la Dona de la Ciència de 2002 a Amèrica Llatina pels seus estudis sobre la retina humana i la prevenció de la retinosi pigmentària i diverses retinopaties.
López Colomé és l'antiga cap del Departament de Bioquímica de la Facultat de Medicina i investigador de l'Institut de Fisiologia Cel·lular de la Universitat Nacional Autònoma de Mèxic (UNAM). És llicenciada en Biologia, màster en Química i doctor en Bioquímica.

## Premis i distincions
- SNI Nivel III (Aquest premi l'atorga la National Science Foundation de Mèxic sobre la base del registre i l'impacte de la publicació d'una persona.)
- “Mexicanos Notables”. Canal 11. 2009 (Aquest guardó l'atorga el canal de televisió 11 finançat per l'estat de Mèxic i s'atorga només a destacats mexicans.)
- Premi Ciudad Capital: Heberto Castillo Martínez. Denominació “Thalía Harmony Baillet”, a l'àrea de salut. 2008
- Distinción “Mujer Líder 2008”. Consorci “Mundo Ejecutivo” (Empresarial). 2008
- Premi “Sor Juana Inés de la Cruz” UNAM. 2006 (Aquest premi s'atorga només a una dona a cada escola de la UNAM i és un premi de prestigi per reconèixer les dones líders de la universitat.)
- Premi UNAM, Recerca en Ciències Naturals, 2002
- "Dona de l'Any". Patronat Nacional de La Dona del Any, 2002[3]
- Reconeguda com la dona més intel·ligent de Mèxic amb el “ Premi Laureana Wright atorgat per la Societat Mexicana de Geografia i Estadística. 2003
- Premi a la realització de la millor recerca bàsica del seu primer any universitari. Acadèmia Nacional de Medicina de Mèxic, 2003
- Reconeguda com la dona de l'any pel Rotary Club del Pedregal, 2003
- Premi "Hartley". Universitat de Southampton, Regne Unit, 1985
- Premi “Gabino Barreda” 1985. UNAM (Aquest prestigiós guardó s'atorga a l'estudiant amb el PMA més alt de cada generació a la UNAM).